# Hobit
Hobiti (anglicky hobbits, sindarsky Periannath, lidskou západštinou „Banakil“, hobitsky „Kudukové“) nebo také půlčíci (angl. Halflings) jsou lidem podobné bytosti drobného vzrůstu ze Středozemě, popsané v díle britského spisovatele J. R. R. Tolkiena. Hobit Bilbo Pytlík je hlavní hrdina románu Hobit aneb Cesta tam a zase zpátky (The Hobbit, or There and Back Again, 1937). Jeho synovec Frodo Pytlík je potom jeden z hlavních hrdinů volného pokračování Pán prstenů (The Lord of the Rings, 1953–4).

## Vzhled
Hobiti se vyznačují malým vzrůstem, zhruba polovičním oproti běžnému člověku (proto se jim rovněž říká půlčíci, anglicky halflings), dorůstají výšky přibližně tří až čtyř stop (90–120 cm). Jsou jen o málo menší než trpaslíci, ale mají drobnější postavy. Vzhledem ke svému vzrůstu mají velká, chlupatá chodidla s velmi tvrdou kůží, takže zpravidla chodí bosí. Největšího vzrůstu s výškou přes čtyři a půl stopy (140 cm) dosáhli hobiti Smělmír Brandorád a Peregrin Bral díky kouzelným nápojům, jimiž je pohostil ent Stromovous.
Nejsou nijak zvlášť pohlední, ale působí příjemně a přátelsky. Zpravidla mají kudrnaté vlasy a téměř žádným z nich nerostou vousy. Dožívají se zpravidla kolem sta let; za plnoleté jsou považováni po dosažení 33 let věku.
Hobiti nemají vlastní jazyk – přesně řečeno jejich původní jazyk nebyl nikdy zaznamenán a byl zapomenut, jeho pozůstatkem jsou hobití křestní jména, která jiné národy Středozemě nepoužívají. Mluví běžným středozemským jazykem západštinou, neboli obecnou řečí, obohacenou o některá svá vlastní slova (hobit, pelouch, názvy měsíců a dní).
Přestože původ hobitů není znám, je zřejmé, že jsou odrůdou lidí – jsou jim povahou i vzhledem mnohem bližší než trpaslíkům, elfům nebo skřetům. Ve městě Hůrka dokonce hobiti a lidé žijí společně.

## Povaha

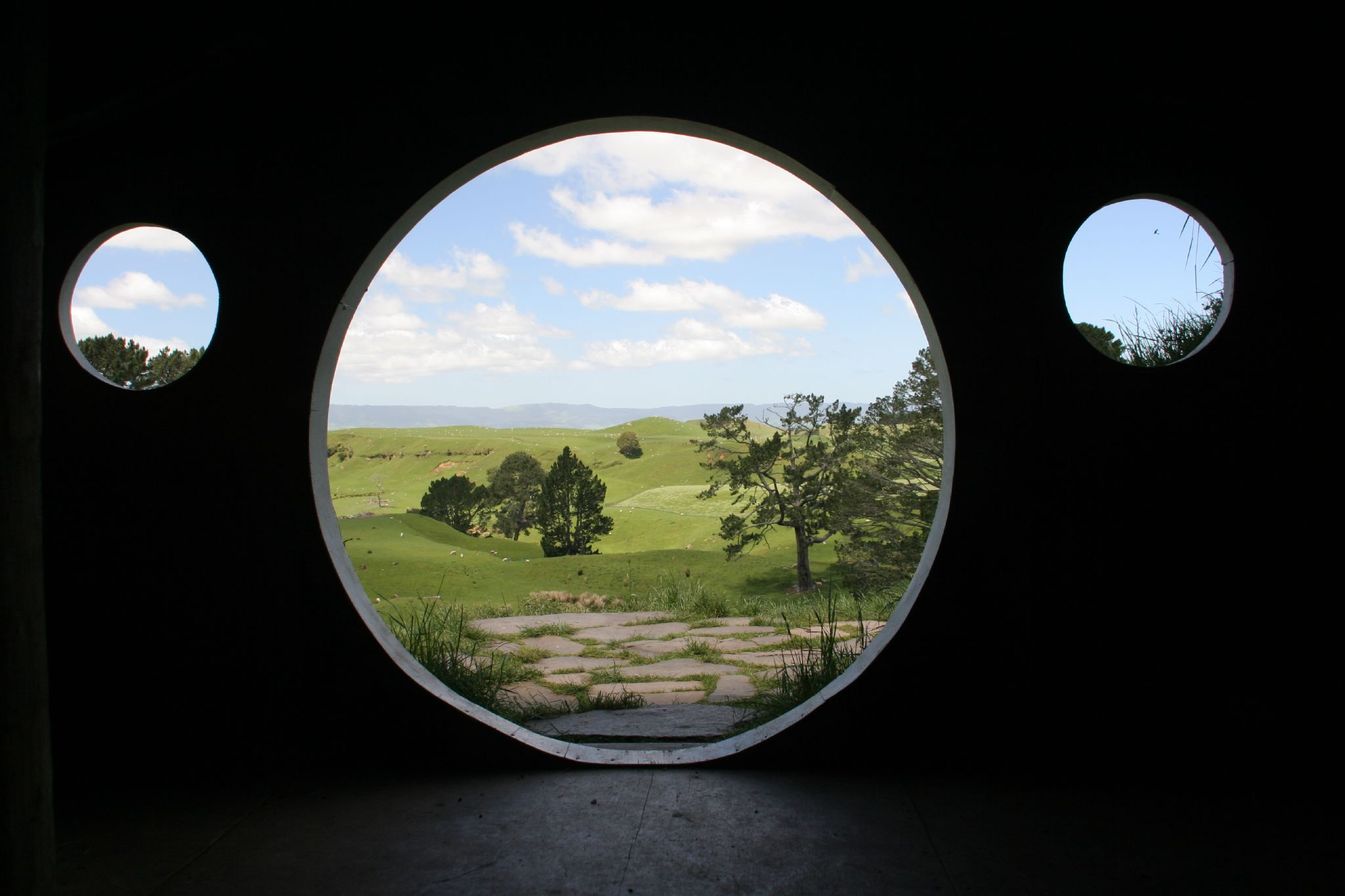
Pohled z hobití nory (filmová trilogie Pán prstenů)

Hobiti většinou bývají dobrosrdeční, veselí, mají zálibu v dobrém jídle, pití a kouření dýmky. Libují si v pohodlném životě, neradi opouštějí své rodinné sídlo a cestují po světě. Věnují se zejména zemědělství a řemeslům. Většina z nich se ani neučí číst a psát a jsou prostého založení, mají rádi přímé jednoduché vyjadřování a málokteří se zajímají o záhady. Rádi se oblékají do světlých barev, zejména zelené a žluté. Hobit, který má narozeniny, dává dárky ostatním. Ze všech jídel mají nejraději houby.
Nikdy nebojují mezi sebou a jen zřídkakdy se zapojují do válek nebo i do jakýchkoli jiných sporů okolního světa. Proto nevlastní téměř žádné zbraně, někteří z nich jsou nicméně dobří lukostřelci, protože mají bystrý zrak a jistou ruku. Kromě toho se vyznačují velmi tichou chůzí – dokáží se pohybovat naprosto neslyšně. Většina z nich neumí plavat a vodě se vyhýbá. Výjimkou je například rod Brandorádů, kteří žijí na březích Brandyvíny, a proto mají zkušenosti s rybářskými loďkami.
Jak se ovšem ukáže, jsou „stateční v úzkých“ – pokud se dostanou do nesnází, dokážou se rychle rozhodovat a je poměrně těžké je zastrašit, zabít nebo zlomit jejich mysl. Mezi nejsmělejší hobity patří rod Bralů, z nichž někteří se občas vydávali na dobrodružné cesty. Této nečekané statečnosti hobitů si jako první povšiml čaroděj Gandalf, když během Dlouhé zimy přišel pomoci hobitům z Kraje a zjistil u nich nebojácného ducha a schopnost přežít nesmírné utrpení.
Hobiti si tradičně budují bydliště v norách, nazývají je pelouchy. Nicméně jak se počet hobitů zvyšoval, nebylo možné budovat pouze podzemní sídla a začali si stavět i obyčejné domy. Nemají rádi patrové stavby, domy proto staví pouze přízemní, široké a v souvislosti se zálibou v podzemních bydlištích mají i jejich domy kruhová okna i dveře.

## Odrůdy a kmeny hobitů
Hobité se dají rozdělit na tři odrůdy nazývané Chluponozi, Statové a Plavíni. Tyto odrůdy se později navzájem smísily, nicméně například v rodech Bralů a Brandorádů dosud bylo možno pozorovat plavínské rysy. V analogii k anglickým dějinám pak můžeme tyto tři odrůdy přirovnat ke třem kmenům anglosasů a to k Anglům, Sasům a Jutům. Zatímco Chluponozi a Plavíni patřili k hobitům typu hobilerů, tedy feudálním nájemcům půdy sloužícím v domobraně, zatímco ke Statům se více vztahuje slovo hobbler, tedy ten, kdo vleče říční loďku na lanech pěšky po souši či veslicí.

### Chluponozi
Chluponozi (anglicky:Harfoot) jsou v zásadě nejmenší a nejvíce hobitovití a nejpočetnější ze všech hobitů. Mají povětšinou hnědé kudrnaté vlasy a snědou pleť a bydlí v norách. Nejvíce setrvávají ve svých návycích a jsou nejméně dobrodružní, často obchodovali s trpaslíky a Mlžné hory překročili jako první. Harfoot je skutečné anglické příjmení a je odvozeno ze staroanglické přezdívky, jenž znamenala: Zaječí noha. tato přezdívka byla dříve používána docela často a obvykle tím byl dotyčný vyzdvižen jako rychlý a hbitý běžec. Toto jméno samo o sobě již dobře pasuje na povahu hobitů, zároveň však slovo hair znamená vlasy či chlupy. Nejčastějšími jmény chluponohů jsou: Hnědáček, Pískohrab, Tunelík, Pelíšek, Zahradníček a Provazník.

### Statové
Statové (anglicky: Stoor) jsou ze všech hobitů největší, nejvíce silou oplývající a nejpodobnější lidem. Zřejmě z nich pocházeli hůrečtí hobiti. Nejraději se usídlují v nížinách okolo řek a v bažinatých krajinách a asi jako první si začali stavět domy. Na rozdíl od ostatních hobitů nosí někdy trpasličí boty. Občasně jim rostou na tváři krátké vousy, kratší nežli lidem a trpaslíkům. Nebojí se vody a plaví se po řekách na lodích a utvářejí obchod mezi lidmi a hobity. Jejich jméno „Stoor“ se vyslovuje shodně se slovem „store“ čili skladovat či ukládat zboží. Velice používaným jménem je u Statů Tlapka (Puddifoot), což připomíná dvojslovo „puddle-foot“, tedy louže-noha. Coby anglické příjmení ono slovo znělo Pudephat („pudding vat“ ve významu „vypouklý sud“) což znamená břichatec. Dalším jménem bylo například Stránský (odvozeno nejspíše od stráně u vodního toku). Jména jako Chalúpecký, Chalúpek a Chaloupka pocházela ponejspíše také od Statů.

### Plavíni
Nejméně bylo Plavínů (anglicky: Fallohide), kteří byli poněkud dobrodružnější, odvážnější, a často se proto stávali vůdci ostatních. Jako jediní se přátelili s elfy a měli raději lov než zemědělství. Dříve bydlívali v lesnaté krajině a jejich pleť a vlasy jsou světlejší než je tomu u ostatních hobitů. Vzrůstem jsou střední, někde mezi Chluponohy a Staty. Název Fallohide je utvořen ze slov falo (Starohornoněmecký výraz pro světle žlutou či narudle žlutou barvu srnců) a hide, tedy kůže či srst. Zároveň by se dal název rozdělit jako fallow-hide. Fallow je staroanglické označení pro čerstvě zoranou půdu a hide sloveso schovávat, tajit, či plošná míra akorát veliká pro usedlost (cca sto akrů). Plavíni se nejčastěji jmenují Zlaťák, Zlatníček, Tvrdohlavý a Bulík.

## Dějiny
O původu a dějinách hobitů je známo poměrně málo, protože vzhledem ke své nenápadnosti a snaze nevměšovat se do cizích záležitostí si jich jiné národy po dlouhá staletí vůbec nevšímaly. Ani sami hobiti nikdy neměli o své dějiny ani dějiny světa nijak zvláštní zájem, ovšem s výjimkou rodopisu – hobiti si libují v rodových historiích a podrobném zkoumání vlastních příbuzenských svazků.

### Stěhování hobitů
Pravlast hobitů bývá nejčastěji předpokládána na území na západní straně Anduiny (Velké řeky) mezi Kosatcovou řekou a Skalbalem. Právě u břehů řeky Anduiny se nalézala první známá sídliště. V této oblasti zřejmě měli určité kontakty s předky pozdějších rohanských jezdců – Rohirové byli jediným národem, jejichž pověsti se zmiňovaly o hobitech. Již zde bylo možno zaznamenat výše zmiňované tři kmeny. Plavíni žili ze všech kmenů nejseverněji a to v lese. Chluponozi sídlili ve vrchovinách a dělali si nory v úbočí kopců. Statové nejspíše žili jižněji a upřednostňovali nížiny a břehy řek. Když se však z Velkého zeleného hvozdu začal stávat Temný hvozd a na jihu hvozdu v Dol Gulduru se usídlil Sauron a krajina začala být nebezpečná, hobiti postupně putovali dále na západ, překročili Mlžné hory a vstoupili do Eriadoru.
Roku 1050 Třetího věku se vydalo několik prvních Chluponohů na západ do Eriadoru, malý počet pak až k Větrovu. Plavíni překonali Mlžné hory ze severu od Roklinky a Statové prošli průsmykem Rudorohu. Přibližně o sto let později se opět spojili. Usadili se v Koutci, místu mezi řekami Bouřnou a Mšenou. Plavíni, kterých bylo málo, se ponejvíce smísili s Chluponohy a Staty. Statové navíc sídlili i kousek dále u Tharbadu a ve Vrchovině. Hobiti v Eriadoru založili několik sídel, kupříkladu Špalíček. Jediným městem byla Hůrka, která přečkala až do konce Třetího věku. Nacházela se na pradávné křižovatce cest, kde sídlili hobiti spolu s lidmi. 

Ne všichni hobiti však opustili údolí Anduiny ihned, ještě několik staletí tam přebývali. Roku 1300 však byli na severu zůstavší nuceni znovu prchat před Angmarem. Někteří ze Statů šli na jih a přidali se k příbuzným u Tharbadu na Vrchovině, zatímco jiní se rozhodli vrátit zpět do Divočiny k životu u Kosatcové řeky jako například předkové známého Gluma Nejvíce hobitů se však odstěhovalo směrem na západ.
V r. 1601 Třetího věku se hobití bratři Marko a Blanko s mnoha hobitími rodinami vypravili z Hůrky dále na západ přes řeku Branduínu a osídlili krajinu patřící králi Arnoru, v současnosti téměř opuštěnou, a založili si zde státeček, podléhající Severnímu království, nazvaný Kraj. Král Argeleb II., vládce Arthedainu, který byl posledním zbytkem arnorského království, jim dal povolení k osídlení oblasti pokud budou chránit západní cestu a uznávat svrchovanost Severního království.

#### Analogie k anglosaskému putování
V hobitím putování opět můžeme shledat analogii Anglosasům a konkrétně k jejich putování. Zatímco Hobité se v části své pouti přesídlili ze svého domova nazývaného Koutec (Angle) nacházejícího se v klínovém území mezi řekami Bouřnou a Mšenou směrem přes řeku Bradyvínu do země, kterou si později nazvali Kraj, čehož dosáhli pod vedením bratrů Marka Blanka, Anglosasové opustili v reakci na válku a nájezdníky svůj domov též známý jako Angle, tedy místo tvaru klínu nacházející se mezi Flensburským fjordem a řekou zvanou Schlei směrem přes kanál La Manche do končiny později zvané Anglické kraje a to pod vedením bratří Hengista a Horsa. Zatímco jméno Hengist ve staré angličtině znamená kůň a jméno Horsa rovněž tak, jméno Marko (ve velštině: march, gaelsky: marc, staroanglicky: mearh) znamená také kůň a jméno Blanko (ve staré angličtině: Blanca, ve staré Norštině: Blakkr) znamená rovněž kůň (bílý). Ze staroanglického mearh vzniklo i novoanglické slovo mare (kobyla) a toto slovo také inspirovalo Tolkiena k tvorbě plemene Mears, tedy bílých koní, jež využívali Jezdci z Marky, což je ve významu pohraniční země.

### Historie Kraje
Hobiti si zvolili svého vládce, vladyku Kraje a velitele zbrojného hobitstva zvaného Radda (Bucca) z Blat, který měl být zástupcem krále. Jeho titul byl dědičný a tak až po čtyři století pocházeli všichni další vladykové z přímé radové linie od Raddy z Blat. Dynastie Raddy z Blat se jmenovala Starorádové (Zaragamba). takto se stali Starorádové vůbec prvními, kdo mezi hobity používal příjmení a toto jméno se zároveň používalo jako titul pro právě vládnoucího vladyku. 

Hobiti si velmi rychle začali žít po svém a nevměšovat se do událostí vnějšího světa. Vypráví se však, že vladyka Kraje poslal do bitvy ve Fornostu v r. 1974 Třetího věku proti Černokněžnému králi Angmaru družinu lučištníků. Zda je to pravdivá událost je ovšem sporné – letopisci Arnoru se o tom nezmiňují a také sám Černokněžný král, když o více než tisíc let později pátral po hobitech, neměl tušení o tom, že sídlí v Eriadoru a hledal je na březích Anduiny. Hobiti v Kraji přečkali i pád Severního království a spravovali si své záležitosti sami, kontakty udržovali prakticky jen s Hůrkou; mezi krajskými a hůreckými hobity byla vždy jistá přátelská řevnivost. Přesto vzpomínali v dobrém na období arnorského království, a když mluvili o něčem příjemném, co by mohlo přijít, užívali obrat „až se vrátí král“. R. 2747 Třetího věku do Kraje zabloudila početná skupina skřetů, kterou porazil v bitvě na Zeleném poli Bučivoj Bral a zahubil jejich vůdce Golfimbula. To byla na téměř tři století poslední bitva, vybojovaná v Kraji.
Za Dlouhé zimy v r. 2758 Třetího věku přišel hobitům z Kraje na pomoc čaroděj Gandalf a uzavřel s nimi přátelství, protože se podivoval jejich statečnosti, s níž dokázali vzdorovat kruté zimě a hladu. Zejména se spřátelil se Starým Bralem, dědem Bilba Pytlíka, pro nějž pořádal krásné ohňostroje, které se staly v Kraji legendární událostí.
Na začátku Čtvrtého věku po pádu Saurona Kraj ovládl Saruman a jeho zločinní tuláci, kteří byli poraženi v bitvě u Povodí hobitími bojovníky pod vedením Smělmíra Brandoráda a Peregrina Brala. Král Elessar potom nechal rozšířit Kraj o Západní marku a vydal nařízení, že žádný člověk nesmí do Kraje vstoupit. Král byl v Kraji velmi oblíben a v jeho časech hobiti poněkud více začali komunikovat s okolním světem.

## Významní hobiti
- Sméagol-Glum: Jeden z hobitů, kteří se nevydali přes Mlžné hory a sídlili stále na březích Anduiny. Jeho příbuzný Déagol nalezl v r. 2463 Třetího věku v Anduině Prsten. Sméagol po něm zatoužil, Déagola zabil a Prsten si vzal. Je to jediný známý případ v dějinách Středozemě, kdy hobit zabil jiného hobita. Později jej odnesl do temných jeskyní pod Mlžnými horami, kde se usídlil a mocí Prstenu získal nepřirozeně dlouhý život – dožil se nejvyššího věku ze všech hobitů. V r. 2941 Třetího věku Prsten ztratil, aby jej nalezl Bilbo Pytlík. Později Sméagol upadl do zajetí Saurona a přestože jeho duše byla zlá, přesto se odvážil Temnému pánu vzdorovat – prokázal tak, že hobita není snadné zlomit. Zalhal mu, že „zloděj Prstenu Pytlík“ pochází z hobitích rodin na březích Anduiny, přestože tušil skutečnou polohu Kraje, takže se Sauronovy Prstenové přízraky vydaly nesprávným směrem a do Kraje dorazily až s mnohaměsíčním zpožděním. Později byl ze zajetí propuštěn, stopoval Společenstvo Prstenu a byl zajat Frodem, kterému ukázal cestu do Mordoru. Zahynul v ohních Hory osudu.
- Bilbo Pytlík: Hobit z Kraje, hlavní hrdina knihy Hobit aneb cesta tam a zase zpátky, vnuk Gandalfova přítele Starého Brala, ale po otci původem ze zámožné a usedlé rodiny Pytlíků. Stal se prvním hobitem z Kraje, který významně zasáhl do dějin Středozemě, když jej Gandalf vybral jako společníka Thorina Pavézy, trpasličího krále ve vyhnanství, pro výpravu k Osamělé hoře, kterou trpaslíkům zabral drak Šmak. Gandalf později vyprávěl, že jeho pohnutky, proč přiměl hobita, aby se stal spojencem trpaslíků, nebyly zcela zřejmé ani jemu samotnému. Popudil ho však Thorinův přístup k hobitům, který je považoval za směšné zelináře a zbabělce, a tak mu chtěl dokázat jejich cenu; kromě toho si byl vědom, že hobiti mají nesmírně tichý krok, což může být výpravě užitečné. Hlavně však chtěl, aby se hobiti nějak zapojili do středozemských událostí a lépe si uvědomili své místo a připravili se na nebezpečí v podobě vzestupujícího Temného pána. Bilbo během výpravy našel Sméagolův Prsten, mnohokrát pomohl trpaslíkům a nakonec se šťastně vrátil do Kraje. Ve stáří žil v Roklince. Dožil se nejméně 131 let, čímž o rok překonal Starého Brala a stal se nejstarším hobitem z Kraje.
- Frodo Pytlík: Bilbův synovec z druhého i třetího kolene a jeho nejoblíbenější příbuzný, hlavní hrdina knihy Pán prstenů. Bilbo se po nesmírném úsilí dokázal zříci Prstenu a Frodovi jej věnoval. Frodo se pak vydal na výpravu do říše Temného pána, kde Prsten vhodil do ohně Hory osudu a ukončil tak Sauronovu vládu ve Středozemi.
- Samvěd Křepelka: Frodův zahradník a společník na cestách. Později se stal starostou Kraje a blízkým přítelem krále Elessara.
- Peregrin Bral: Frodův bratranec, člen Společenstva prstenu. Během Války o Prsten zachránil život Faramirovi, synu gondorského správce Denethora a také gondorskému rytíři Beregondovi, a stal se gondorským rytířem. Po návratu do Kraje byl jedním z vůdců v bitvě u Povodí a stal se Velkým Bralem a vladykou Kraje. Spolu s přítelem Smělmírem se stali nejvyššími hobity.
- Smělmír Brandorád: Frodův bratranec, člen Společenstva prstenu. Během Války o Prsten zachránil život Éowyn a pomohl jí zabít Pána nazgûlů. Za své služby byl pasován rohanským jezdcem. Po návratu do Kraje byl jedním z vůdců v bitvě u Povodí, v níž zabil vůdce Sarumanových mužů, a stal se Pánem Rádovska. Spolu s přítelem Peregrinem se stali nejvyššími hobity.

## Hobití pelouchy

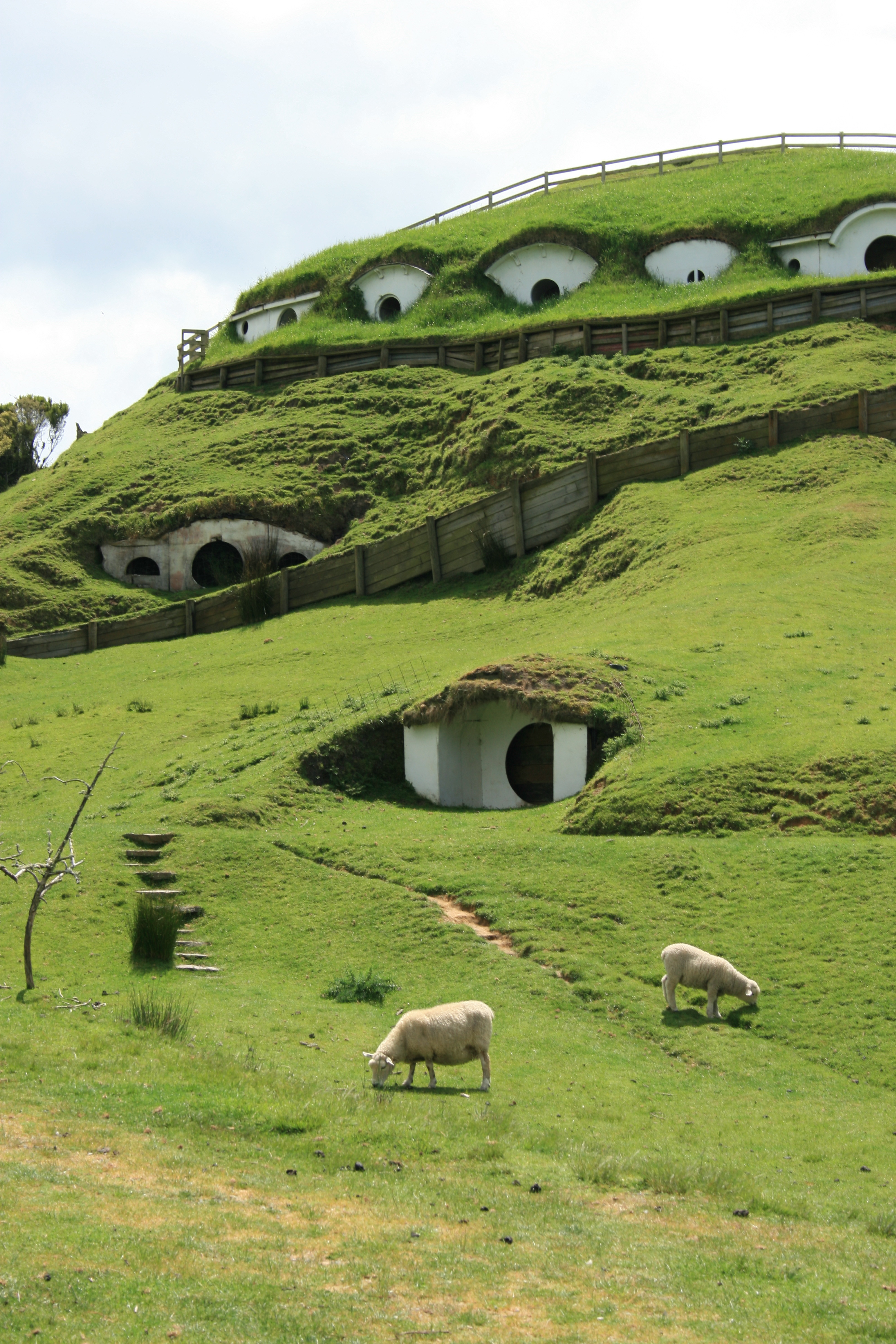
Hobití nory v Hobitíně – rekonstrukce pro natáčení filmu Pán prstenů

Hobiti si tradičně budují bydliště v norách, které sami nazývají pelouchy. Typickým pelouchem je kupříkladu Dno pytle rodiny pytlíků, avšak toto je o mnoho větší než jinak běžné pelouchy. Hobití pelouch je v ideálním případě dobře rozvržený, teplý, útulný, pohodlný ovšem ne okázalý. Většinou se hobité při stavbě svých pelouchů drží jednoho základního plánu jen v mírných modifikacích. Do úbočí kopce bývá vykopán hlavní tunel čili pelouch a následně po obou stranách tohoto se nacházejí jednotlivé místnosti. Tento ústřední tunel bývá zpravidla hlouben rovnoběžně se svahem kopce a na jednom místě se do něj vnořuje a zde se nachází hlavní dveře a na druhém zas vynořuje a zde se nacházejí dveře zadní. Místnosti směrem ke svahu mají kulatá okna do zahrady a místnosti na druhé straně chodby okna nemají. V hobití domácnosti se zpravidla nenajdou žádné schody. V pelouchu nesmí chybět prostorná spižírna, kuchyně a sklepy na jídlo a pití ale také šatníky, skříně, truhly a šuplíky na oblečení a všeobecně všechny hobity nashromážděné věci. Mívají krásné podlahy z dlaždic a s koberci. Stěny bývají obložené dřevem. Pokoje jsou taktéž útulné, dobře větrané i dobře osvětlené a jsou vytápěné velkými krby. Mívají krásný nábytek naleštěný, nalakovaný a vyčalouněný právě pro co největší pohodlí.

## Dýmkové koření
Hobiti s oblibou kouřili dýmku s vonnými bylinami. Byli pravděpodobně národem, který kouření vynalezl, počátky kouření ve Středozemi jsou však zapomenuty. Prvním hobitem, který vypěstoval pravé dýmkové koření byl Tobold Troubil z Dolan kolem r. 2670 Třetího věku. Jako kuřivo používal listí rostliny galenasu, jejž hobiti nazývali západní kořen a do Středozemě byla přenesena z ostrova Númenoru. Rostla i v Gondoru, kde ji však lidé znali jen pro příjemnou vůni jejích květů. Tobold vypěstoval několik odrůd, z nichž nejznámější bylo Dolanské listí, které bylo považováno za nejlepší dýmkové koření ve Středozemi.
Zřejmě prvním, kdo od hobitů převzal zvyk kouřit, byl čaroděj Gandalf, který si jej velmi oblíbil a získal nebývalou zručnost ve vyfukování kouřových kroužků. Když si zapálil dýmku během setkání Rady v r. 2851 Třetího věku, Saruman mu vyčetl, že znevažuje jednání. Sám však později začal dýmku kouřit, ale bál se, že se o tom Gandalf dozví, a proto začal Dolanské listí kupovat z Kraje nesmírně tajně. Nechal si však od svých zvědů vypracovat podrobné mapy Kraje, což se později, když se zcela obrátil ke zlu a začal sloužit Sauronovi, ukázalo jako veliké nebezpečí.
Později se od hobitů naučili kouřit trpaslíci, Hraničáři i jiní lidé. Naopak elfové, jak se zdá, nekouřili nikdy.
Vše, co bylo možno o původu dýmkového koření zjistit, sepsal Smělmír Brandorád na počátku Čtvrtého věku ve svém Rostlinopisu Kraje.
Jméno Tobold Troubil je také jedním z filologických Tolkienových žertů. Jméno Tobold pochází ze jména Theobold, což znamená příliš smělý (Too Bold), zároveň se dá rozdělit jako old (starý) Toby ale především je jméno nápadně podobné slovu Tobacco (tabák) a Tolkien tímto jakoby naznačuje žert, že nám známé slovo vzniklo vlastně až od jména tohoto hobita.

## Kalendář
Hobiti z Kraje zavedli svůj vlastní letopočet, který začínal rokem založení Kraje, rok 1 krajového letopočtu odpovídá roku 1601 Třetího věku. Hobiti užívali vlastní názvy měsíců, každý měsíc měl třicet dní. Tři dny kolem letního slunovratu (v přestupném roce čtyři dny) se označovaly jako radostniny, dva dny na přelomu roku jako novorok. Radostniny a novorok byly obdobím svátků a nepatřily k žádnému měsíci. Vzhledem k hobití zálibě v jednoduchosti se rozhodli, že slunovrat (v přestupném roce a jeden den po slunovratu) nebude patřit ani k žádnému dni v týdnu, v důsledku čehož v každém roce připadal k určitému datu stejný den v týdnu. Náhodou tak žádný měsíc nezačínal pátkem; hobitím žertem tak bylo hovořit o „pátku prvního“ ve smyslu „až naprší a uschne“.

## Filologický původ a význam slova
Jak známo, spisovatel J.R.R. Tolkien vymýšlel své příběhy často dle jmen. Nejdříve si vymyslel jméno, pak zkoumal s jakými jinými slovy by mohlo být filologicky podobné a příbuzné a dle tohoto vymýšlel často celou charakteristiku postav i hlavní rysy a motivy příběhu. Slovo hobit nebylo v tomto případě žádnou výjimkou. V hledání Tolkienovi inspirace je třeba se podívat až do roku 1872 kdy vydal spisovatel George MacDonald svou pohádku s názvem Princezna a skřítek. Tato pohádka pojednává nejvíce o střetech mezi permoníky a skřety v podzemních chodbách. V pohádce se zpívá písnička jenž začíná slovy: „Byl jeden skřítek a ten bydlel v noře.“ Roku 1930 při opravování maturitních prací napsal již Tolkien na prázdnou stránku papíru „V jisté podzemní noře, bydlel jeden hobit“ Poté, jak sám uvedl ho napadlo, že by si měl zjistit, co byli hobiti zač. Už tato věta obsahovala malý filologický žert. Slovo hobit totiž bylo zkrácenou podobou slova holbytla utvořeného dle staré angličtiny a znamenajícího stavitel nor. Novoanglické slovo hole (nora) pochází ze staroanglického hollow což zas pochází ze staroněmeckého hohl, což se vyslovuje stejně jako novoanglické hole. V oxfordském slovníku následuje slovo hobit ihned po slovu hoax, což je zkrácená forma slova hokus-pokus, dnes však toto slovo znamená spíše podvrh, kanadský žert či smyšlený příběh.
Tolkien tvořil charakteristiku této rasy dle prvních třinácti slov ve slovníku následujících po slově hoax (dnes již po slově hobit)

Hob – skřítek či elf (dle původního významu slova elf) či samec fretky napůl ochočený a používaný k vyhánění králíků z nor. Slovo hob pochází z původně dolnoněmeckého slova hump, což znamená kopec. Australské humpy je pak významu chata. Hob je také duch, který bydlí v dutém kopci. Hob nebo také Hobman je název pro různé chlupaté asi tři stopy vysoké dobrotivé skřítky podobné člověku 

Hobbledehoy – dospívající, poloviční muž, poloviční chlapec 

Hobnob – společně pít a hovořit. (spíše klábosit) 

Hobbyhorse – lidový tanečník ze středověku 

Hobble – zmást (odtud pochází i hobití náklonnost k hádankám) 

Hoblike – přihlouplý, neotesaný 

Hobnail – vesnický buran 

Hobble – překážet a činit těžkosti 

Hobbyhorsical – zábavný, rozmařilý 

Hobby – česky koníček, tedy záliba v nějaké většinou vzhledem k běžnému životu výstřední a ne primárně potřebné činnosti. Slovo pochází z francouzského hobet (v Latině hobetus) což jest malý lovecký sokol. 

Hobit – houfnice nebo katapult (hobiti jsou mistři ve střelbě prakem) 

Hobel – šíp (též jsou dobří ve střelbě lukem) 

Hobgoblin – skřítek-skřet, tedy i elf-skřet (hobité mají dobrý vztah k elfům ale špatný se skřety) 

Hobiler – lehce ozbrojený člen domobrany z období středověku. Přísahal věrnost králi. Nebojoval často, spíše nosil králi zprávy a vyzvídal 

Hobbiler – feudální nájemní sedlák a válečník (odtud chluponozi – sedláci) 

Hobbler – osoba vláčící člun na laně (odtud statové – vodáci) 

Hob/hob-i-t-hurst – lesní skřítek nebo elf (odtud plavíni-lesáci, nejbližší s elfy) 

Hobo – pracující tulák. Slovo hobo vzniklo ze slova hoe-boy což je kluk s motykou tedy putující zemědělský nádeník
Hobité si však sami navzájem říkali kuduk, což je tvar zkrácený ze slova kud-dukan, tedy stavitel nor. Tuto kunstrukci Tolkien vytvořil na základě gótštinyn z pragermánského slova khulaz, což znamená otvor a pochází z tohoto slova ono starogermánské hohl, z čehož pochází staroanglické hollow a z tohoto novoanglické hole.
Lidé a elfové označovali hobity spíše podle velikosti než dle stavění a obývání nor, říkali jim tedy půlčíci. V elfské sindarštině je pro toto slovo periananth (hobití národ) což je odvozeno ze sindarského periain (tedy půlčík) v lidské západštině se proto vyskytuje slovo banakil.

## Adaptace
Podle Tolkienova Pána Prstenů byla režisérem Peterem Jacksonem natočena filmová trilogie. Jako producent a režisér připravil Jackson trojdílný film na motivy Hobita jehož první část, Hobit: Neočekávaná cesta, přišla do kin 14. prosince 2012. Druhá část s názvem Hobit: Šmakova dračí poušť vyšla v kinech 12. prosince 2013 a poslední část, Hobit: Bitva pěti armád, mohli diváci poprvé vidět 11. prosince 2014.
Vůbec první filmová adaptace Hobita vznikla v roce 1966 v Praze. Jednalo se o krátký animovaný film, jehož režie se ujal Gene Deitch, animátor a režisér žijící v Praze od roku 1959. Producentem filmu byl Oscarem oceněný William Snyder a výtvarníkem filmu Adolf Born. William Snyder byl vlastníkem práv na zfilmování Hobita, ale z finančních důvodů se mu nedařilo splnit základní podmínku pro udržení těchto práv, tedy natočení filmu do poloviny roku 1966. Nakonec využil svých kontaktů v tehdejším Československu, kde se natáčela celá řada animovaných seriálů pro velká hollywoodská studia (např. i Tom a Jerry) a oslovil Deitche s nabídkou na spolupráci  . Deitch s Adolfem Bornem rychle natočili krátký dvanáctiminutový animovaný film (na You Tube pod názvem „The Hobit – Never released 1966 animation“), který Snyder v termínu promítl v New Yorku. Práva na zfilmování mu byla prodloužena. V roce 1967 začal znovu uvažovat o natočení celovečerního animovaného filmu Hobit a tentokrát požádal o spolupráci Jiřího Trnku . Trnka nakreslil pro film několik návrhů postav, ale v roce 1969 zemřel a dílo nestačil dokončit. Snyder práva na Hobita nakonec prodal.
Roku 1977 natočil animovanou filmovou verzi Hobita režisér Jules Bass spolu s druhým režisérem Arthurem Rankinem Juniorem.
Zájem filmařů o Tolkienovo dílo rozhodně nebyl malý. Adaptaci pána prstenů zvažoval natočit již Steven Spielberg, či režisér Ridley Scott, John Boorman využil nakonec některé kostýmy a další rekvizity původně určené do filmového zpracování Pána Prstenů ve svém filmu Excalibour. Sám Tolkien byl vzhledem k tehdejším filmařům velmi skeptický a náročný, přesto však prodal autorská práva na své dílo Saulu Zaentzovi pro kterého režisér Ralph Bakshi natočil první animovaný díl filmu dle Tolkienova románu. Jeho dílo nemělo valný úspěch. Zaentz po tomto už ve spolupráci s Ralphem Baskhilem na adaptaci „Pána Prstenů“ nespolupracoval, avšak zcela na toto nezanevřel a pokoušel se za tímto účelem najít nějaké veliké studio.
Hobiti nebo půlčíci jsou jednou z ras v různých počítačových hrách (např. Heroes of Might and Magic) a hrách na hrdiny – například Dungeons & Dragons nebo českém Dračím doupěti.